# Leuctra crimeana
Leuctra crimeana är en bäcksländeart som beskrevs av Zhiltzova 1967. Leuctra crimeana ingår i släktet Leuctra och familjen smalbäcksländor. Inga underarter finns listade i Catalogue of Life.